# Wohnhaus Große Ortstraße 34
Das Wohnhaus Große Ortstraße 34 in der niedersächsischen Samtgemeinde Land Hadeln, Gemeinde Otterndorf, im Landkreis Cuxhaven, stammt vom Ende des 19. Jahrhunderts. Aktuell (2024) wird es als Wohnhaus genutzt.
Das Gebäude steht unter Denkmalschutz (siehe auch Liste der Baudenkmale in Otterndorf).

## Geschichte und Beschreibung
Otterndorf war der Hauptort des Landes Hadeln. 1400 erhielt er von Herzog Erich von Sachsen-Lauenburg das Stadtrecht.
Das zweigeschossige traufständige Gebäude auf Sockel in Backstein mit auskragendem schiefergedeckten Satteldach wurde 1894 (Inschrift) gebaut. Die Fassade im Stile der Gründerzeit mit den segmentbogigen, mit teils von glasierten Ziegelstein-Klinkern gerahmten Öffnungen, wurde durch ein horizontales Gesims gegliedert.
Das Landesdenkmalamt befand u. a.: „… typischer Bau der Zeit um die Wende zum 20. Jahrhundert.“